# Aplomya distincta
Aplomya distincta là một loài ruồi trong họ Tachinidae.